# إليزابيث بيرغ
إليزابيث بيرغ (بالنرويجية البوكمول: Elisabeth Berge)‏ هي موظفة مدنية وسيدة أعمال نرويجية، ولدت في 27 نوفمبر 1954.